# Leucon macrorhinus
Leucon macrorhinus är en kräftdjursart som beskrevs av Fage 1951. Leucon macrorhinus ingår i släktet Leucon och familjen Leuconidae. Inga underarter finns listade i Catalogue of Life.